# Sinomastodon sendaicus
Il Sinomastodon sendaicus costituiva il rappresentante giapponese del genere Sinomastodon; fu scoperto ed ascritto a una nuova specie nel 1924, in base ad analisi approfondite su materiali dentali trovati in depositi giapponesi databili al Pliocene.